# 巴本豪森 (巴伐利亞州)
巴本豪森（德語：Babenhausen，發音：[baːbm̩ˈhaʊzn̩] ⓘ）是德国巴伐利亚州施瓦本行政区下阿尔高县的市镇，面积27.23平方千米，2023年12月31日人口为5,916人。